# Fad (rummål)
 For alternative betydninger, se Fad. (Se også artikler, som begynder med Fad)
Et fad er en gammel dansk måleenhed (rummål), anvendt siden middelalderen, der har flere størrelser:
- Et fad øl svarer til to tønder øl eller 272 potter øl (= 262,8 l).
- Et fad korn svarer til 262,78 l.
- Et fad vin svarer til 4 oksehoveder vin, 6 ahm vin, 24 ankre vin eller 936 potter vin (= 903,83 l).

Enhederne blev i Danmark afløst af det metriske system (liter / kubikmeter) i 1907.